# Epitola maculata
Epitola maculata är en fjärilsart som beskrevs av Hawker-smith 1926. Epitola maculata ingår i släktet Epitola och familjen juvelvingar. Inga underarter finns listade i Catalogue of Life.